# エミリア語
エミリア語（エミリアご、エミリア語: emigliân、英: Emilian）は、エミリア・ロマーニャ語の方言である。

## 言語名別称

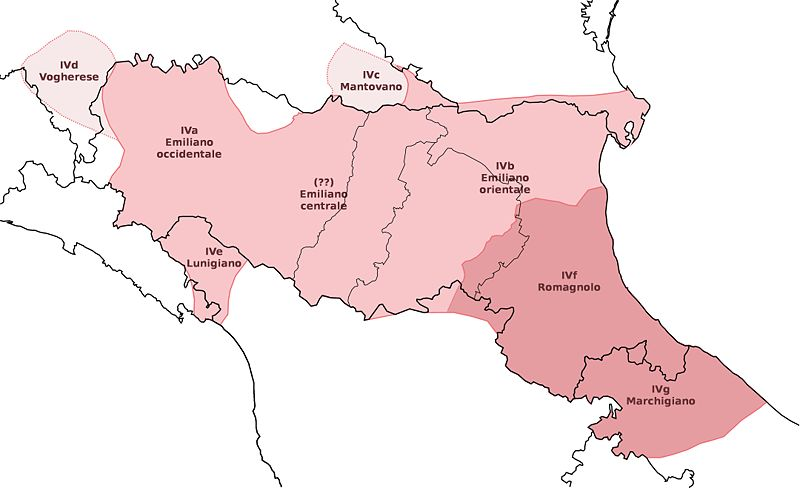
エミリア・ロマーニャ語の分布とその方言。
エミリア語
ロマーニャ語

- エミリア語 Emiliano
- ボローニャ方言 Bolognese
- フェラーラ方言 Ferrarese
- モデナ方言 Modenese
- パルマ方言 Parmigiano
- ピアチェンツァ方言 Piacentino
- レッジョ方言 Reggiano